# DVBBS
DVBBS (pronunciado correctamente como "dabs"), es un rap dúo canadiense de EDM formado en 2012 por los hermanos Chris Andre (n. Christopher van den Hoef, 1 de enero de 1990) y Alex Andre (n. Alexandre Van den Hoef, 17 de octubre de 1991).
En el 2014 fueron los Djs que más alto han entrado  por primera vez al Dj Mag, en 2015 y 2018 ocuparon el número 16 en la encuesta anual realizada por la revista DJmag, su puesto más alto alcanzado hasta la fecha. Actualmente, ocupan el puesto #107.

## Biografía

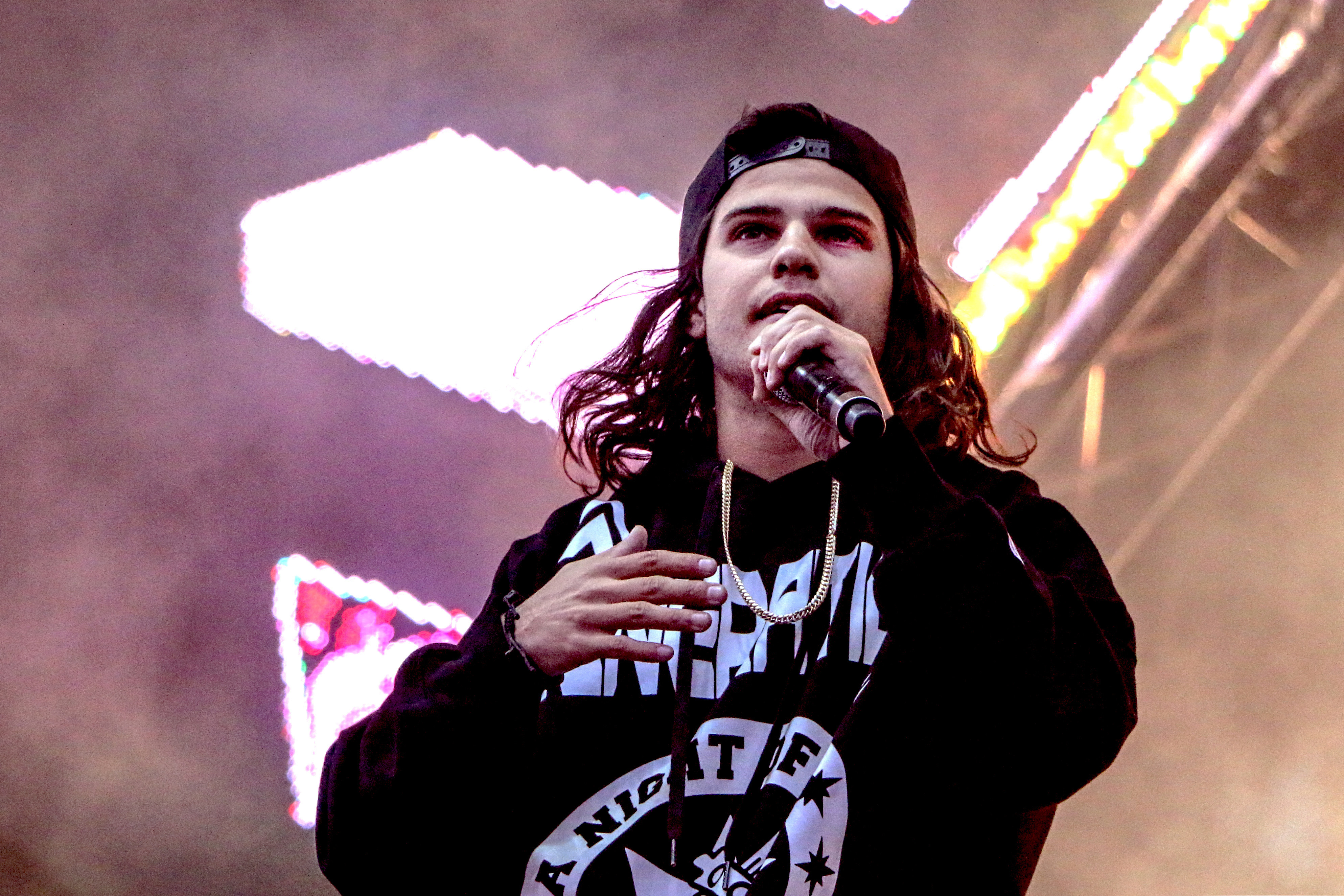
Alex Andre @ VELD 2016

Los hermanos Andre, de ascendencia neerlandesa, son oriundos de Orangeville, Ontario. Experimentaron una variedad de géneros, incluyendo el punk y el reggae, antes de sumergirse de lleno en la escena de la música electrónica. Actualmente se encuentran radicados en Los Ángeles, California, y firmaron con Josh Herman en la empresa STRVCTVRE Artist Management. Generalmente, Chris se encarga de la producción (y de la batería en los shows en directo), Y Alex de la parte vocal. 
Inicialmente se presentaban como trío bajo el nombre DUBBS, junto al productor Martin Sinotte. En 2012, Sinotte abandona el proyecto y los hermanos Andre deciden adoptar el nombre de DVBBS, cambiando la "U" por una "V", en honor a su apellido Van den Hoef. Ya como dúo, grabaron durante dos meses su primer material, Initio, lanzado en marzo de 2012. El EP cuenta con influencias de una variedad de géneros tales como el house, dubstep y reggae, siendo el sencillo "DRVGS" considerado como su carta de presentación al público. En los Premios de Música Urbana Canadiense fueron galardonados con el Premio Revelación del año.
El reconocimiento internacional llegaría en 2013 con el lanzamiento del sencillo "Tsunami", con Borgeous, un tema que se hizo muy popular meses antes de su lanzamiento oficial debido a que se venía tocando en diversos festivales como el Ultra Music Festival y Tomorrowland. Fue editado por el sello Doorn Records, alcanzando el primer puesto en la lista de ventas del portal digital Beatport. También obtuvo el número uno en la lista de sencillos de los Países Bajos y Bélgica, y fue considerado por la revista Billboard como la pista más tocada en el festival Tomorrowland. Luego del éxito de "Tsunami", DVBBS y Borgeous captaron la atención del dúo belga Dimitri Vegas & Like Mike, ya que en noviembre de ese mismo año, lanzaron en coproducción el sencillo "Stampede" por el sello Spinnin' Records. En marzo de 2014, relanzaron una versión vocal del sencillo "Tsunami" bajo el título "Tsunami (Jump)", que incluye la participación de Tinie Tempah, lo que le permitió alcanzar el número uno en el Reino Unido.,desde sus inicios, el dúo es defensor de los derechos de los animales y del uso responsable de marihuana.
DVBBS a compartido escenario con artistas grandes como son Borgeous, Steve Aoki, Martin Garrix, Nervo, Quintino, Blackbear, Dimitri Vegas & Like Mike, Cody Simpson y Carnage, entre otros.
En septiembre de 2015 vía Twitter el dúo anunció su álbum debut para 2016 con su discográfica KANARY Records, el cual se cambió por su EP: "beautiful disaster." (2016), posteriormente en 2017 lanzarían su álbum titulado: "Blood Of My Blood" (2017)
A mediados del 2016 el dúo rompe relaciones con Spinnin Records debido a que querían tener más independencia a la hora de crear sus temas y percibir mayores ingresos, desde entonces, el dúo  lanza sus temas bajo su propio sello discográfico KANARY Records y estos son distribuidos por Ultra Records.
El dúo en 2019 inició otro proyecto con el nombre de UOWEMI, alías con el que se enfocaran más en géneros más alejados del EDM como el rap, hip hop y hardtrap, el primer lanzamiento bajo el nombre de UOWEMI es "No texting" junto al rapero Rich The Kid lanzado bajo su sello personal Kanary Records siendo este su primer sencillo de un futuro mixtape llamado "Pay Me What You Owe Me" que se espera a fines de este año y que cuenta con colaboraciones con artistas de Trap, Hip-hop y Rap como Smokepurpp, Belly, Bone Thugs-N-Harmony entre otros más.

## Ranking DJmag
| DJ    | 2014 | 2015 | 2016 | 2017 | 2018 | 2019 | 2020 | 2021 |
| ----- | ---- | ---- | ---- | ---- | ---- | ---- | ---- | ---- |
| DVBBS | 20°  | 16.º | 24.º | 22.º | 16°  | 23°  | 55°  | 107° |

## Discografía

### Álbumes
- 2017: Blood Of My Blood
- 2021: SLEEP

### EPs
- 2010: Generation Party (DUBBS)
- 2012: Initio
- 2016: beautiful disaster.
- 2020: Nothing To See Here

### Sencillos
2012:
- "Karnival Krowns" (Universal Music Canada)
- "Love & Lies" (Universal Music Canada)
- "DRVGS" (feat. Hayley Gene) [Initio EP] (Universal Music Canada)
- "Come Alive" [Initio EP] (Universal Music Canada)
- "Till I Die (Flashing Lights)" [Initio EP] (Universal Music Canada)

2013:
- "We Are Electric" (feat. Simon Wilcox) (Universal Music Canada)
- "We Know" (con Swanky Tunes y Eitro) (Showland Records)
- "Tsunami" (con Borgeous) (Doorn Records)
- "Stampede" (con Dimitri Vegas & Like Mike y Borgeous) (Spinnin' Records)
- "Tsunami (Jump)" (con Borgeous feat. Tinie Tempah) (Ministry of Sound/Spinnin' Records)

2014:
- "Raveology" (con VINAI) (Spinnin' Records)
- "Immortal" (con Tony Junior) (Spinnin' Records)
- "This Is Dirty" (con MOTi) (Musical Freedom)
- "Gold Skies" (con Sander Van Doorn y Martin Garrix feat. Aleesia) (Spinnin' Records)
- "We Were Young" (Spinnin' Records)
- "Deja Vu" (con Joey Dale feat. Delora) (Spinnin' Records)
- "Pyramids" (con Dropgun feat. Sanjin) (Spinnin' Records)

2015:
- "Voodoo" (con Jay Hardway) (Spinnin' Records)
- "Always" (Jesse Van Terrerk C-P) (Spinnin' Records) [Free Download]
- "White Clouds" (Spinnin' Records)
- "Telephone" (con Mike Hawkins) (Oxygen Records)) [Free Download]
- "Raveheart" (Spinnin' Records)
- "Never Leave" (Spinnin' Records)

2016:
- "Angel" (feat. Dante León) (Spinnin' Records/Kanary Records)
- "La La Land" (con Shaun Frank feat. Delaney Jane) (Spinnin' Records/Kanary Records)
- "Switch" (con MOTi) (Spinnin' Records/Kanary Records)
- "24K" [beautiful disaster. EP] (Kanary Records)
- "Ur on My Mind" [beautiful disaster. EP] (Kanary Records)
- "Not Going Home" (con CMC$ feat. Gia koka) [beautiful disaster. EP] (Spinnin' Records/Kanary Records/Ultra Records)
- "Wicked Ways" (feat. Stella Rio) [beautiful disaster. EP] (Kanary Records)
- "Moonrock" (feat. Juicy J) [beautiful disaster. EP] (Kanary Records)
- "Doja" (No Lie) (feat. Ramriddlz) [beautiful disaster. EP] (Kanary Records)
- "Starboy" (DVBBS Remix) (Republic Records)

2017:
- "Without U" (con Steve Aoki feat. 2 Chainz) (Ultra Records/Dim Mak)
- "You Found Me" (feat. Belly) [Blood Of My Blood] (Ultra Records/Kanary Records)
- "Parallel Lines" (con CMC$ feat. Happy Sometimes) [Blood Of My Blood] (Ultra Records/Kanary Records)
- "Drop It" (con Ido B & Zooki) [Free Download]
- "Pass That" (con Riggi & Piros) [Free Download]
- "Cozee" (con Cisco Adler) [Blood Of My Blood] (Ultra Records/Kanary Records)
- "Make It Last" (con NERVO) [Blood Of My Blood] (Ultra Records/Kanary Records)
- "Good Time" (con 24HRS) [Blood Of My Blood] (Ultra Records/Kanary Records)

2018:
- "I Love It (con Cheat Codes) (Spinnin' Records/Kanary Records/Ultra Records)
- "IDWK" (Don’t Wanna Know) (con Blackbear) (Kanary Records)
- "Listen Closely" (con Safe) [Nothing To See Here] (Kanary Records)

2019:
- "Somebody Like You" (feat. Saro) [Nothing To See Here] (Kanary Records)
- "GOMF" (con BRIDGE) [Nothing To See Here] (Kanary Records)
- "Need U" [Nothing To See Here] (Kanary Records)

2020:
- "Wrong About You" [Nothing To See Here] (Ultra Records / Kanary Music)
- "Tinted Eyes" (con Blackbear y 24kgoldn) (Kanary Records)
- "West Coast" (con Quinn XCII) (Universal Music Canada)
- "Loyal" (feat. Veronica) [Nothing To See Here] (Kanary Records)
- "Jackin'" [Nothing To See Here] (Kanary Records)
- "Need U (Club Mix)" [Nothing To See Here] (Kanary Records)

2021:
- "Too Much" (con Dimitri Vegas & Like Mike y Roy Woods) (Smash The House)
- "I Don't" (con Johnny Orlando) (Universal Music Canada)
- "Fool For Ya" (Universal Music Canada)
- "la di die (feat Jxdn)" (DVBBS Remix) (Kanary Records)
- "Lose My Mind" [SLEEP] (Ultra Records/Kanary Records)
- "Losing Sleep" [SLEEP] (con Powfu) (Ultra Records/Kanary Records)
- "Girl Next Door" (con Wiz Khalifa y Sk8) (Atlantic Recording Corporation)
- "Leave The World" [SLEEP] (con GATTÜSO y Alida) (Ultra Records/Kanary Records)
- "Antidote" [SLEEP] (Ultra Records/Kanary Records)
- "Body Mind Soul" (con Benny Benassi feat. Kyle Reynolds) (Ultra Records/Kanary Records)

2022:
- "When The Lights Go Down" (con Galantis feat. Cody Simpson) (Ultra Records/Kanary Records)
- "Ride Or Die" (con Kideko y Haj) (Spinnin' Records/Kanary Records)
- "Summer Nights" (con Brandyn Burnette) (Kanary Records)
- "Love Till It's Over" (feat. MKLA) (Spinnin' Records/Kanary Records)
- "Ocean Of Tears" (con Imanbek) (Virgin/Universal Music)
- "Where Do We Go" (con LUM!X) (Spinnin' Records)
- "Just Words" (Armada Music)

2023:
- "After Hours" (Armada Music)
- "SH SH SH (Hit That)" (feat. Wiz Khalifa, urfavxboyfriend y Goldsoul) (Ultra Records/Kanary Records)
- "Synergy" (con Timmy Trumpet) (SINPHONY/Spinnin Records)
- "Crew Thang" (con Jeremih y SK8) (Ultra Records/Kanary Records)
- "Ur So Cute" (con Arkade feat. Sebii) (Ultra Records/Kanary Records)
- "Breathe" (feat. Jesse Jo Stark) (Spinnin' Records/Kanary Records)
- "This Moment" (Ultra Records/Kanary Records)

2024:
- "Inside Out" (con Bad Nonno) (Spinnin' Records/Kanary Records)
- "Let You Down" (con Gabry Ponte feat. Sofiloud) (Ultra Records/Kanary Records)
- "Warmth" (con Boaz van de Beatz feat. Jono Dorr) (Spinnin' Records/Kanary Records)
- "It Ain't Safe" (con Yellow Claw y Tavatli) (Spinnin' Records/Kanary Records)
- "Smile" (con Cash Cash feat. Quinn XCII) (Ultra Records/Kanary Records)

Bajo el alias U OWE MI
| Año  | Canción    | Colaboración | Sello discográfico           |
| ---- | ---------- | ------------ | ---------------------------- |
| 2019 | No texting | Rich The Kid | Kanary Records/Ultra Records |
| 2017 | Outta Here | Ronnie J     | Kanary Records/Ultra Records |

Sin Lanzamiento Oficial:
| Año  | Canción                      | Colaboración                              | Sello discográfico              |
| ---- | ---------------------------- | ----------------------------------------- | ------------------------------- |
| 2016 | Hurricane                    | Borgeous                                  | Kanary Records/Ultra Records\|- |
| 2019 | ID                           | Cypress Hill                              | Kanary Records/Ultra Records    |
| 2019 | Outta My Mind                | DISKORD feat. Sanjin                      | Kanary Records/Ultra Records    |
| 2019 | Bass up                      |                                           | Kanary Records/Ultra Records    |
| 2019 | Living the Day               | Cody Simpson                              | Kanary Records/Ultra Records    |
| 2019 | ID                           | Cody Simpson                              | Kanary Records/Ultra Records    |
| 2019 | Closer to the Heart (Remake) | Alex Lifeson                              | Kanary Records/Ultra Records    |
| 2019 | ID                           | Yellow Claw                               | Kanary Records/Ultra Records    |
| 2019 | ID                           | Dice Soho & Belly                         | Kanary Records/Ultra Records    |
| 2019 | Gold Skies Part 2            | Martin Garrix, Sander van Doorn & Aleesia | Kanary Records/Ultra Records    |
| 2019 | ID                           | R3hab                                     | Kanary Records/Ultra Records    |
| 2019 | ID (Demons in U)             | ID                                        | Kanary Records/Ultra Records    |
| 2019 | ID                           | Stereo Types                              | Kanary Records/Ultra Records    |
| 2019 | ID                           | Carnage                                   | Kanary Records/Ultra Records    |
| 2019 | ID                           | Gia Koka                                  | Kanary Records/Ultra Records    |
| 2019 | ID                           | Cody Simpson                              | Kanary Records/Ultra Records    |
| 2019 | ID                           | 2 Chainz                                  | Kanary Records/Ultra Records    |
| 2019 | ID                           | Icy Narco                                 | Kanary Records/Ultra Records    |
| 2019 | ID                           | Swae Lee                                  | Kanary Records/Ultra Records    |
| 2019 | ID                           | Ski Mask the Slump God                    | Kanary Records/Ultra Records    |
| 2019 | ID                           | Lil Xan                                   | Kanary Records/Ultra Records    |
| 2019 | ID                           | Kiiara                                    | Kanary Records/Ultra Records    |
| 2019 | ID                           | Icy Narco                                 | Kanary Records/Ultra Records    |
| 2019 | Tsunami Part 2               | Borgeous                                  | Kanary Records/Ultra Records    |
| 2019 | ID                           | Cheat Codes & Cade                        | Kanary Records/Ultra Records    |
| 2021 | Got You For Life             |                                           | Kanary Records/Ultra Records    |

ID’s bajo el alias de U OWE MI:
| Año  | Canción | Colaboración                | Sello discográfico           |
| ---- | ------- | --------------------------- | ---------------------------- |
| 2019 | ID      | Comethazine                 | Kanary Records/Ultra Records |
| 2019 | ID      | Smokepurpp                  | Kanary Records/Ultra Records |
| 2019 | ID      | Belly                       | Kanary Records/Ultra Records |
| 2019 | ID      | MadeinTYO                   | Kanary Records/Ultra Records |
| 2019 | ID      | Bone Thugs-n-Harmony        | Kanary Records/Ultra Records |
| 2019 | ID      | Roy Woods                   | Kanary Records/Ultra Records |
| 2019 | ID      | Lil Gnar                    | Kanary Records/Ultra Records |
| 2019 | ID      | Nessly Furtado & Play House | Kanary Records/Ultra Records |
| 2019 | ID      | CMDWN                       | Kanary Records/Ultra Records |
| 2019 | ID      | Kevin Pollari               | Kanary Records/Ultra Records |
| 2019 | ID      |                             | Kanary Records/Ultra Records |
| 2019 | ID      | Rob Stone                   | Kanary Records/Ultra Records |
| 2019 | ID      | Rob Stone                   | Kanary Records/Ultra Records |
| 2019 | ID      | Uno The Activist            | Kanary Records/Ultra Records |